# Sand-Vergissmeinnicht
Das Sand-Vergissmeinnicht (Myosotis stricta), auch Kleinblütiges Vergissmeinnicht, Aufrechtes Vergissmeinnicht oder Steifes Vergissmeinnicht genannt, ist eine Pflanzenart aus der Gattung Vergissmeinnicht (Myosotis) innerhalb der Familie der Raublattgewächse (Boraginaceae).

## Beschreibung

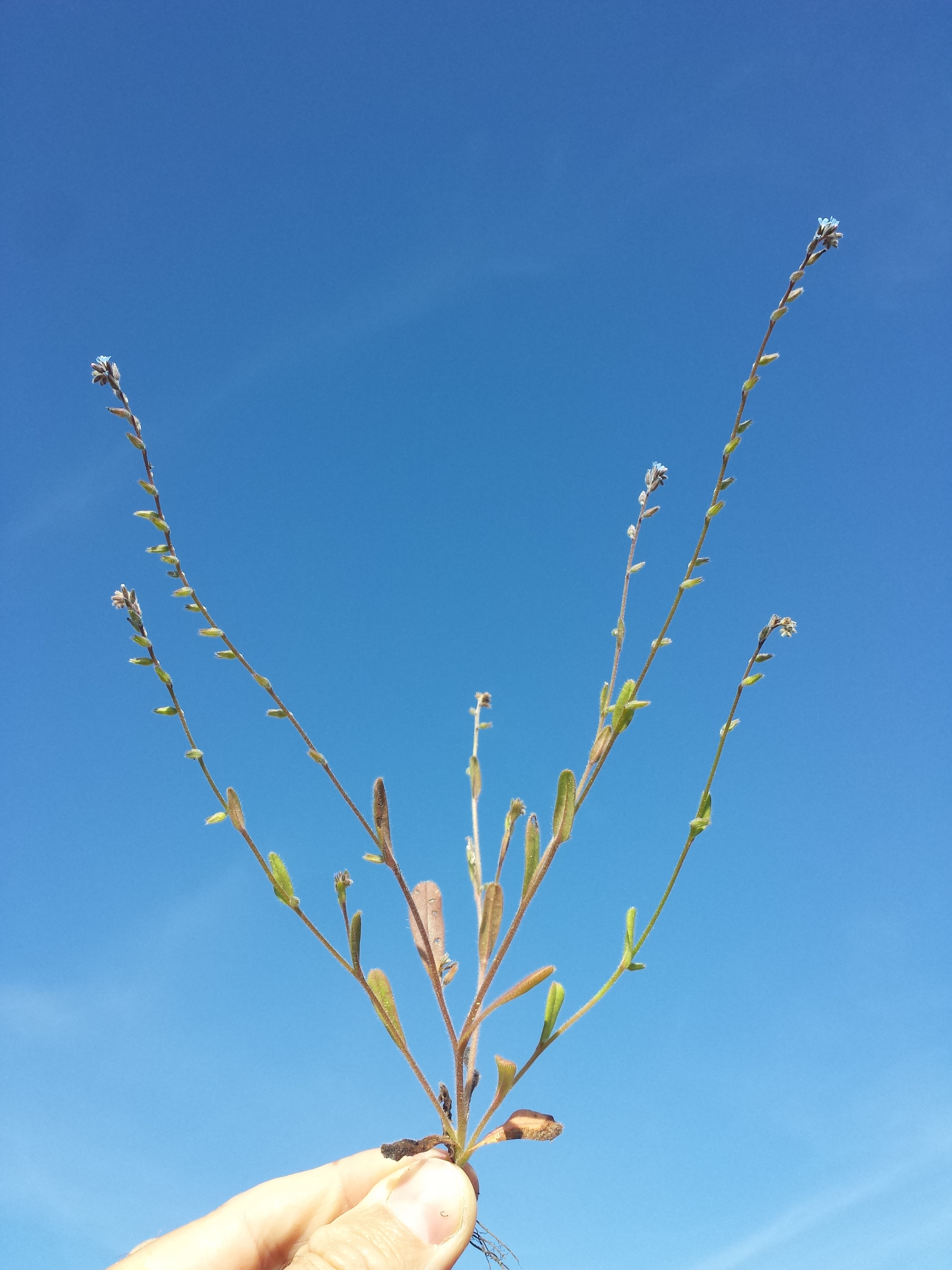
Habitus

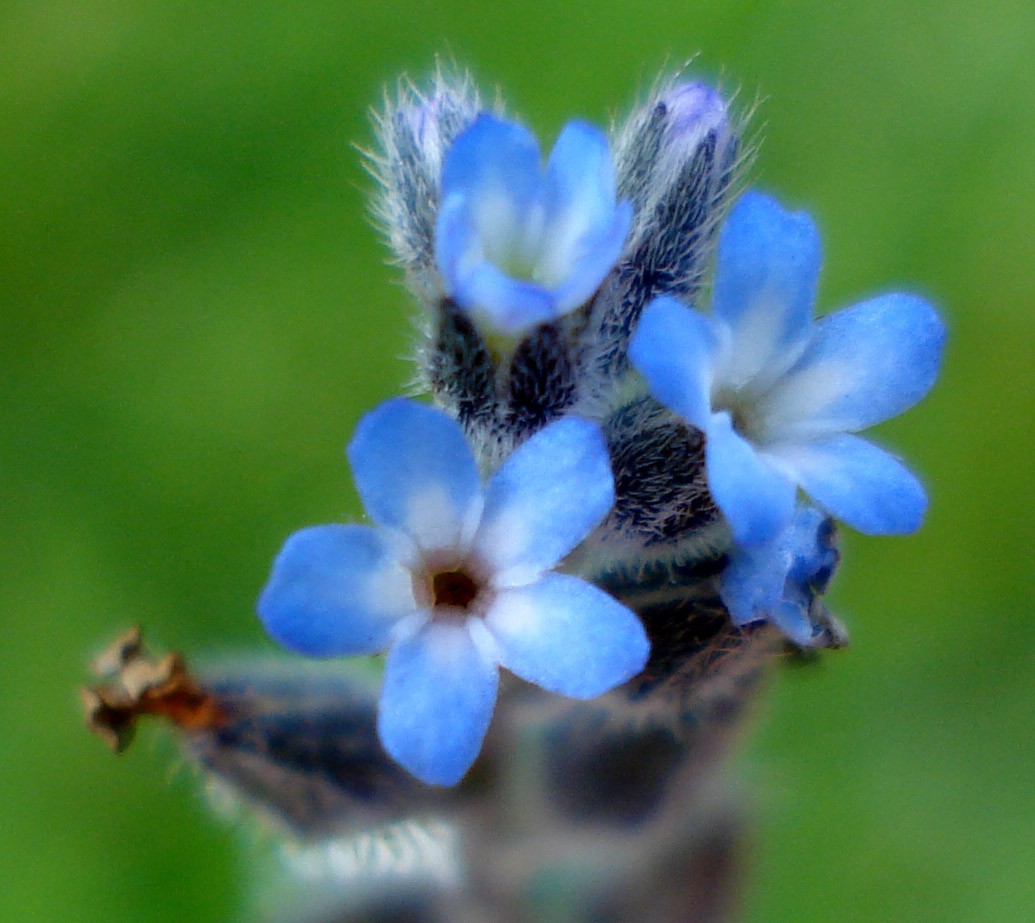
Blütenstand und Blüten

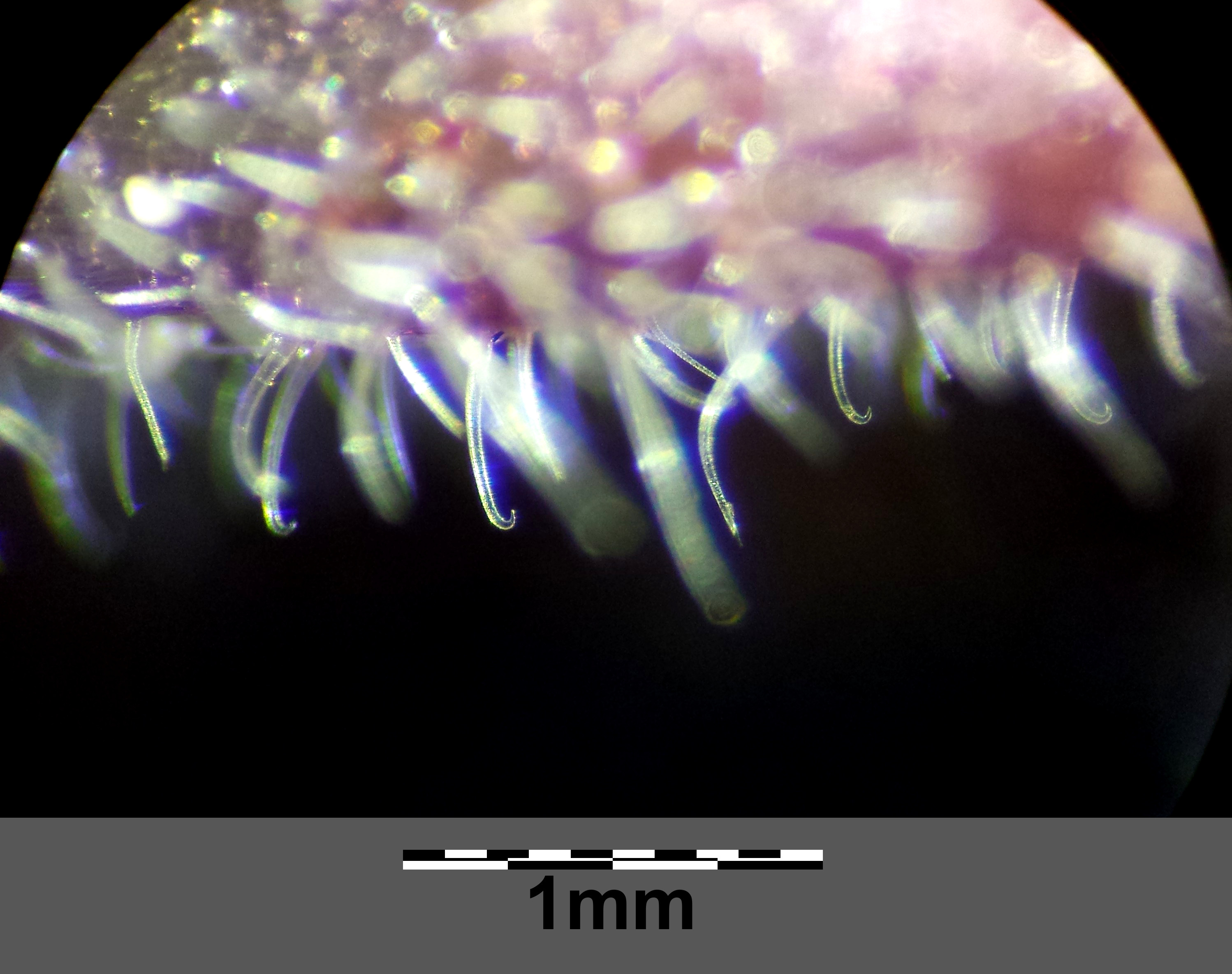
Blattunterunterseite mit Hakenhaaren auf

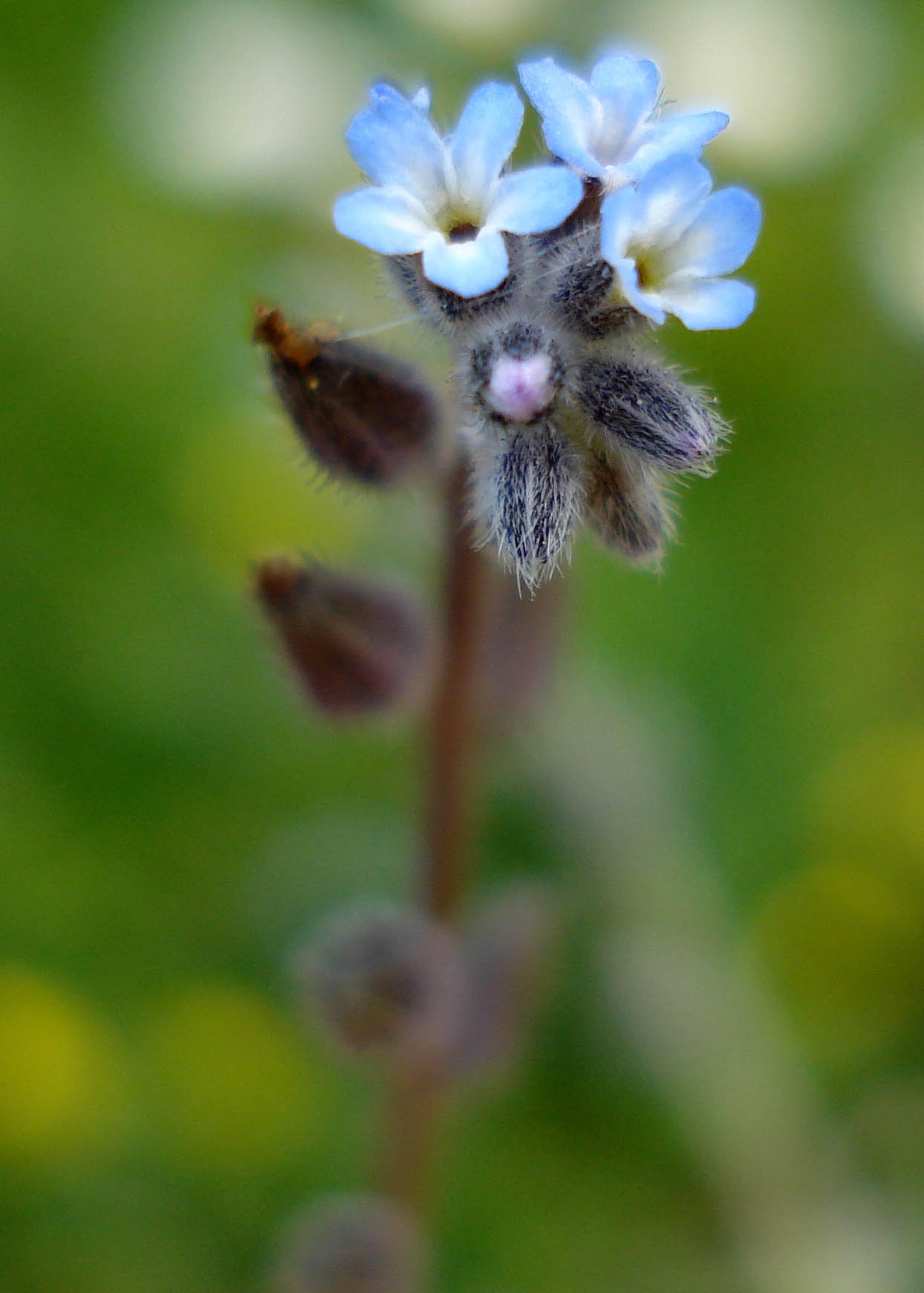
Ausschnitt eines Blütenstandes und Blüten

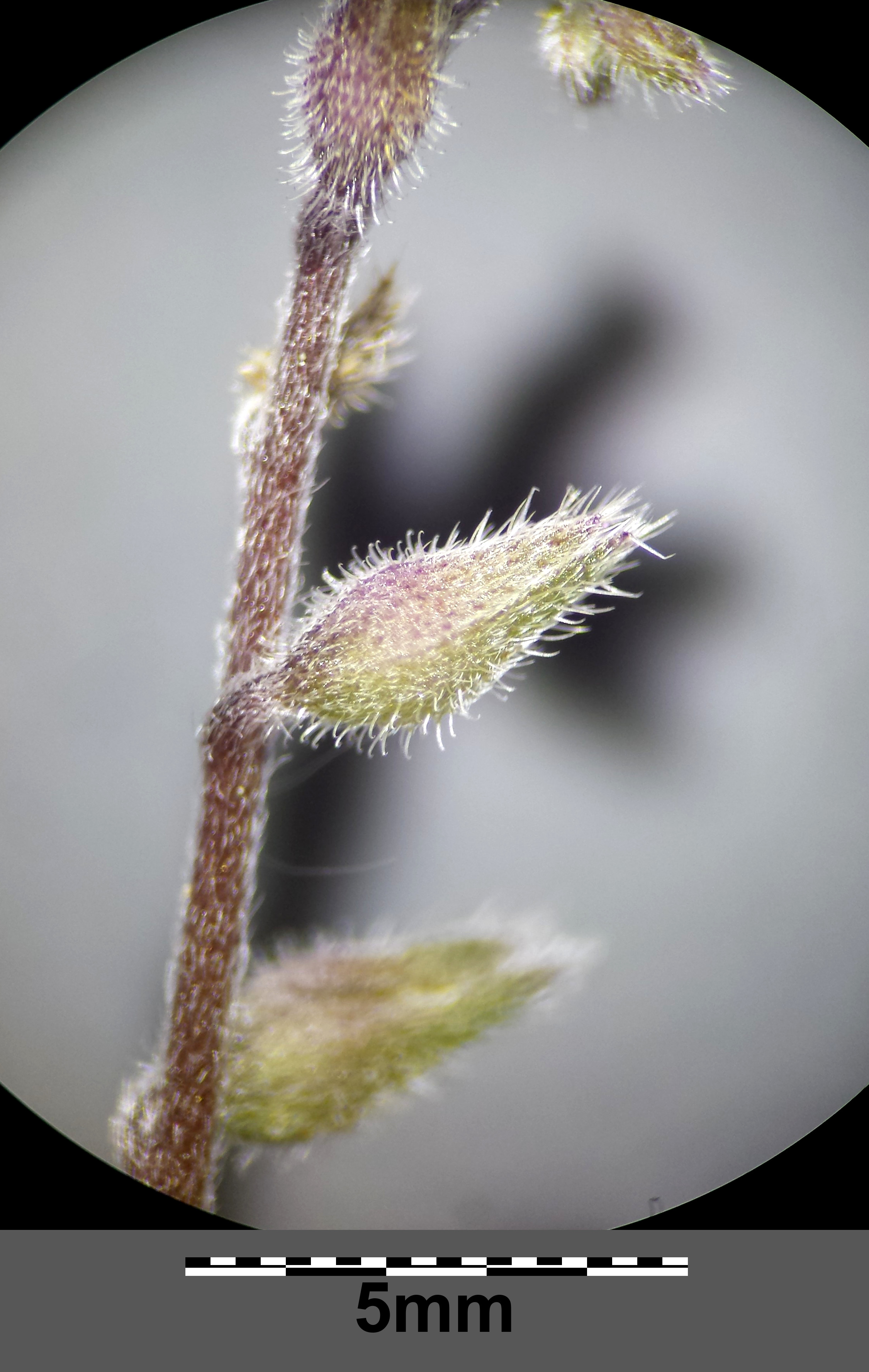
Die Kelchzipfel der abgeblühten Blüten neigen zusammen, der Kelch ist dadurch geschlossen

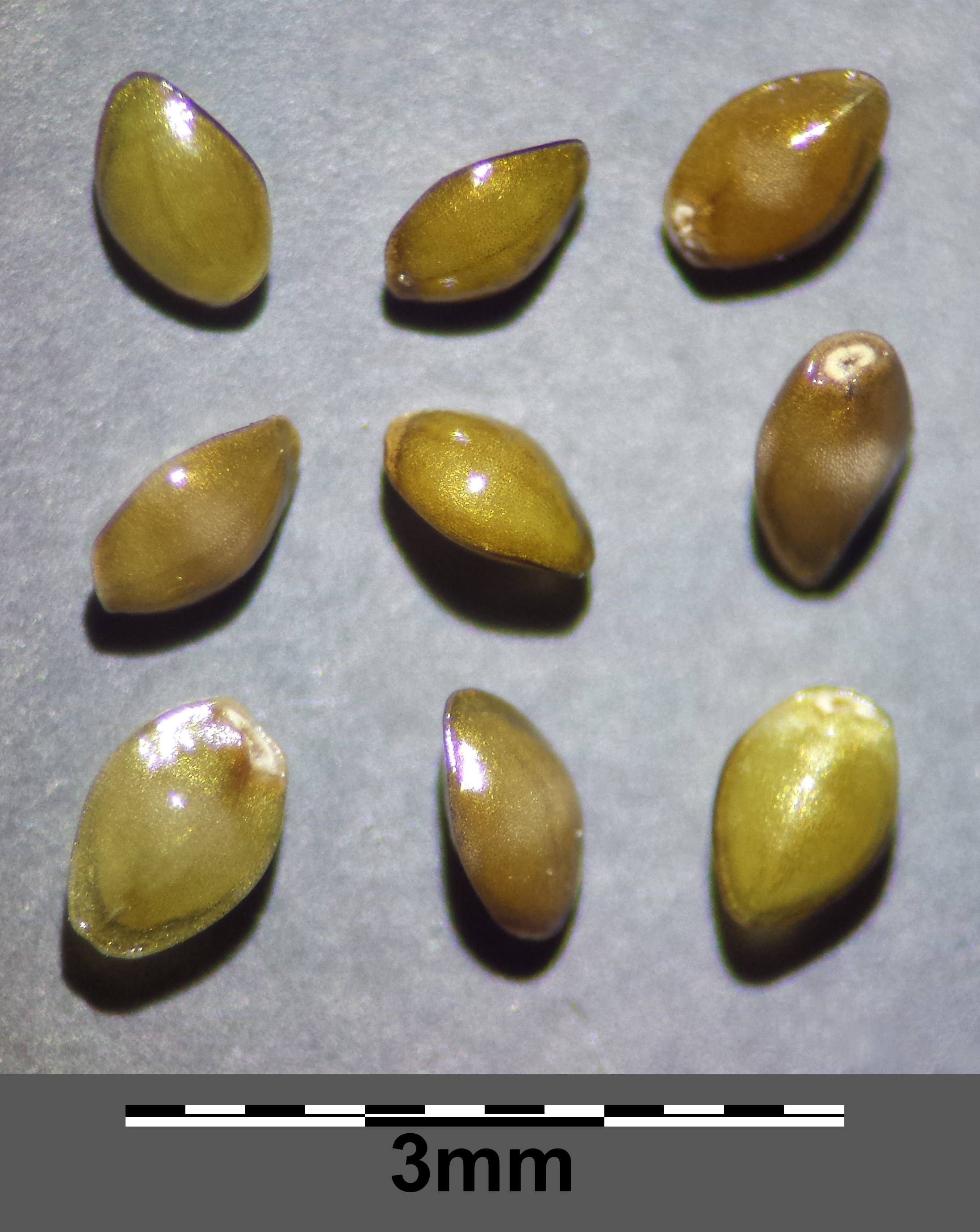
Klausen

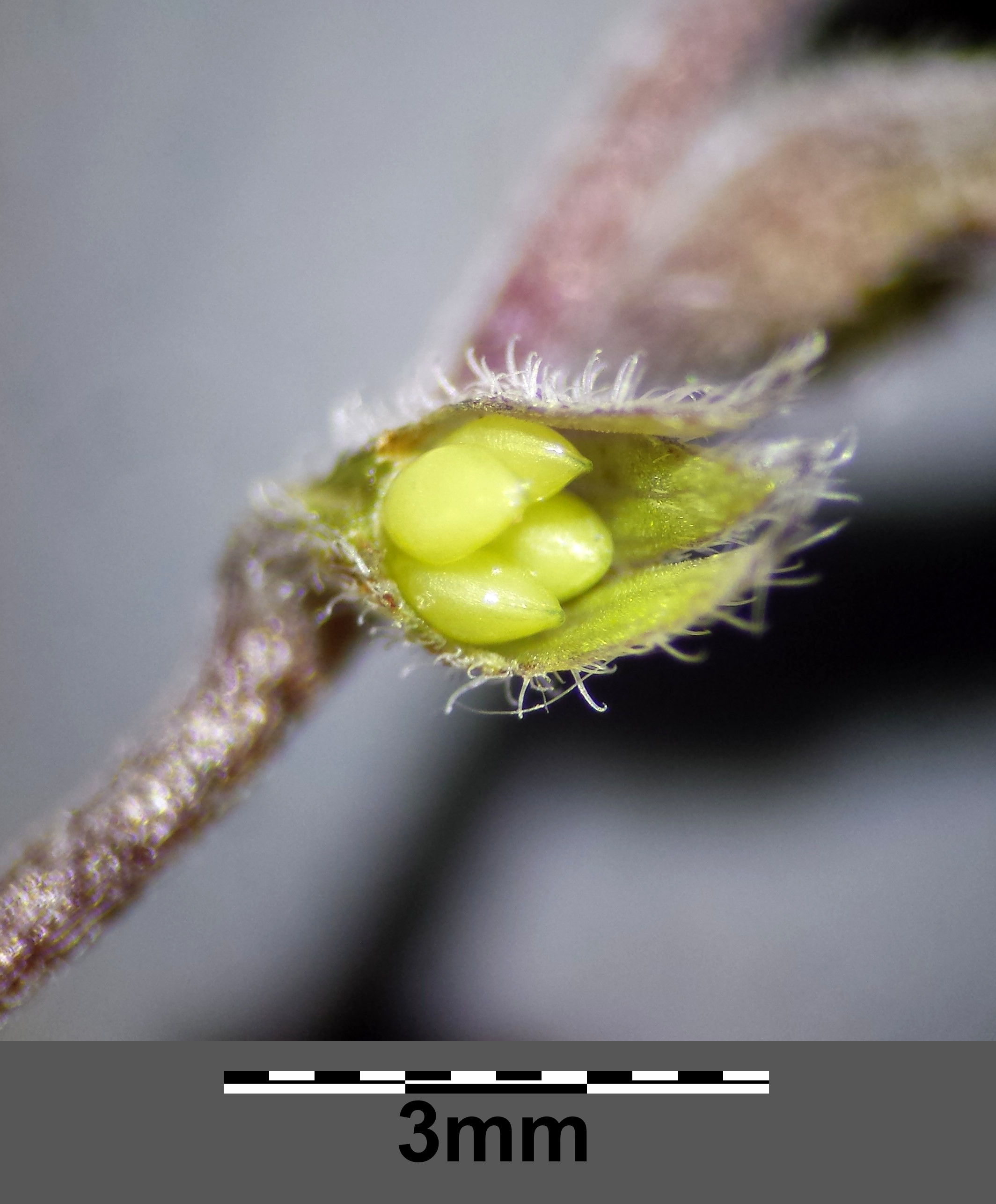
Klausenfrucht mit Klausen (vordere Kelchblätter entfernt)

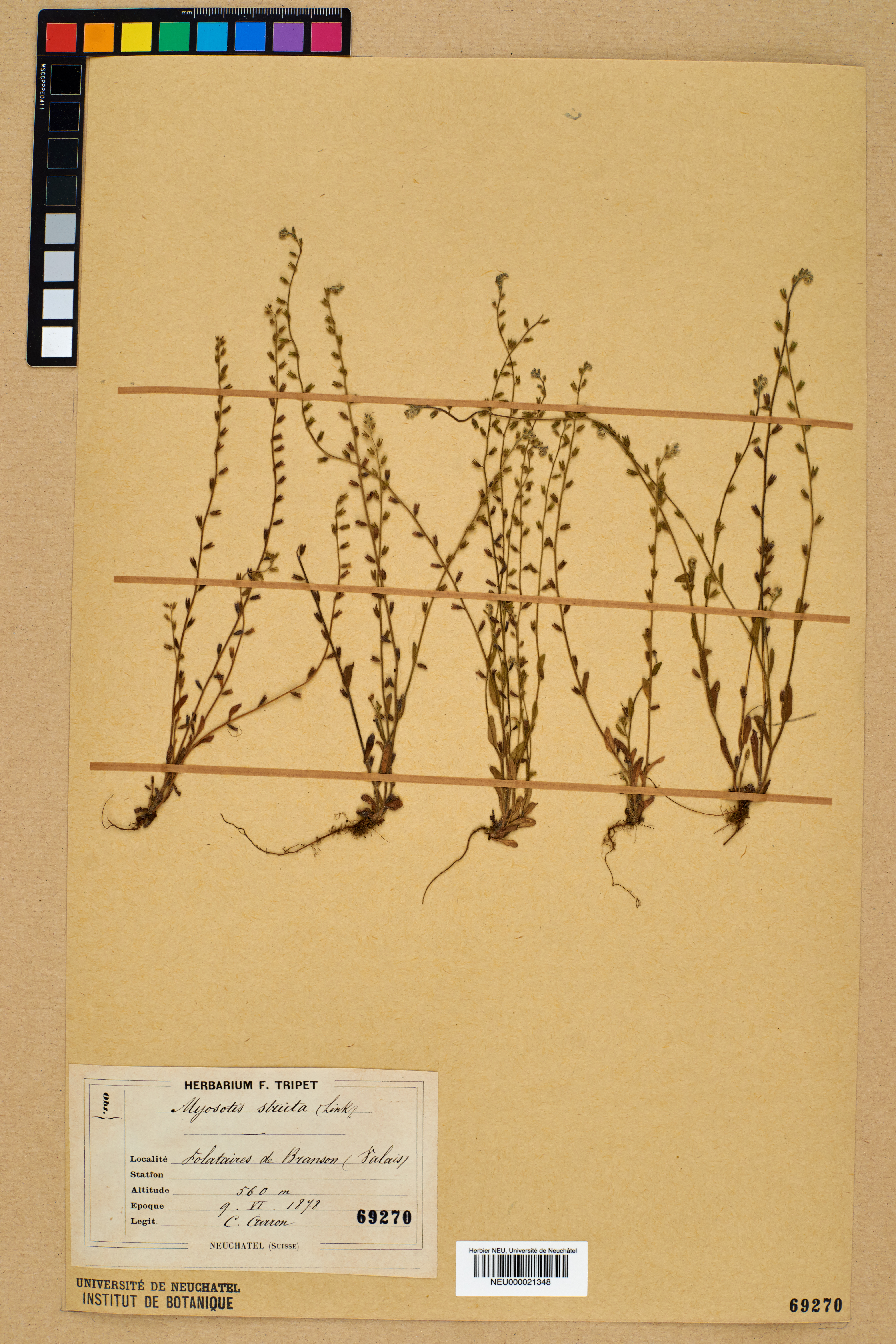
Habitus, Herbarbeleg

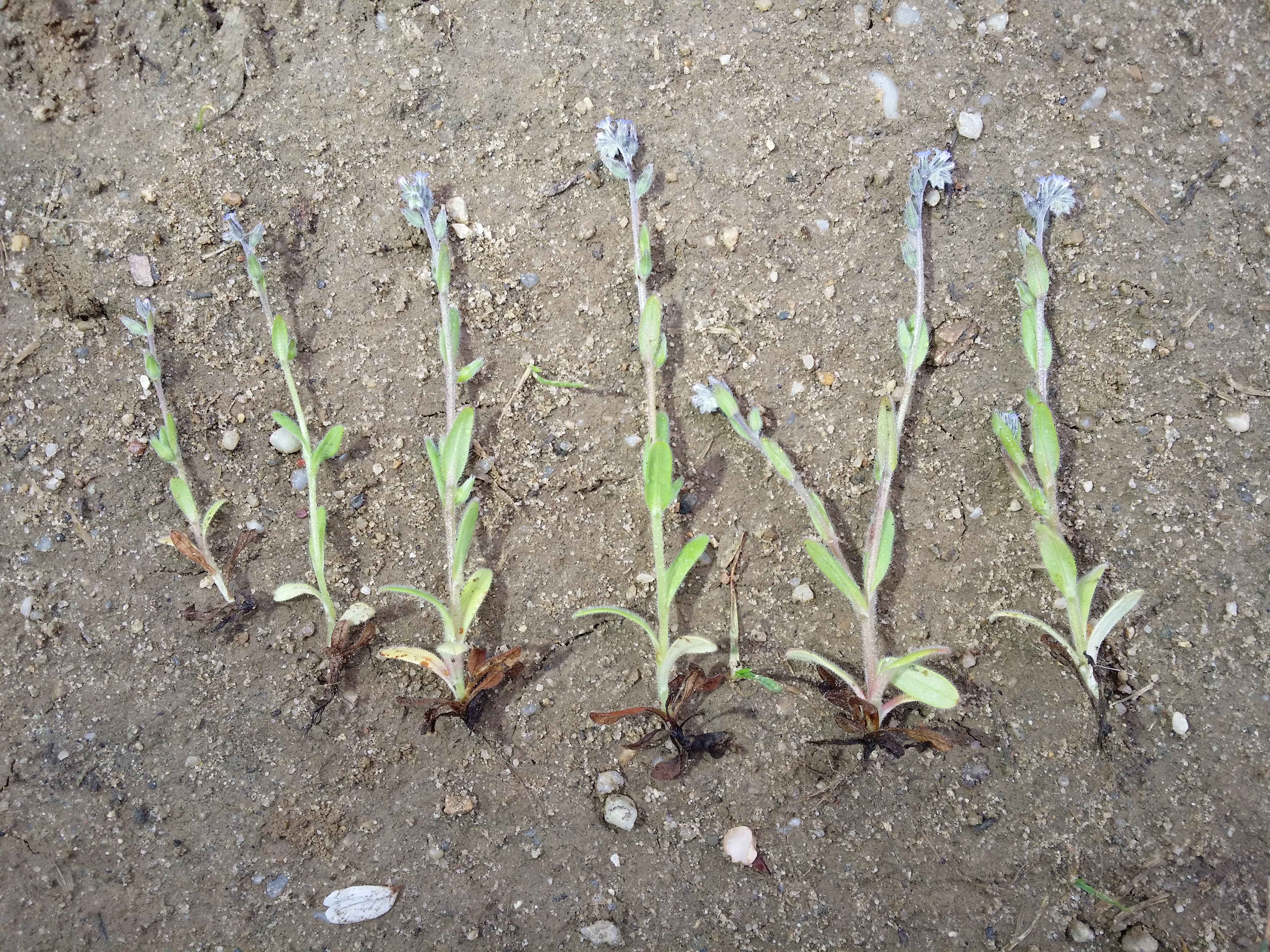
Habitus – gut zu erkennen ist auch, dass die Grundblätter oft früh hinfällig sind

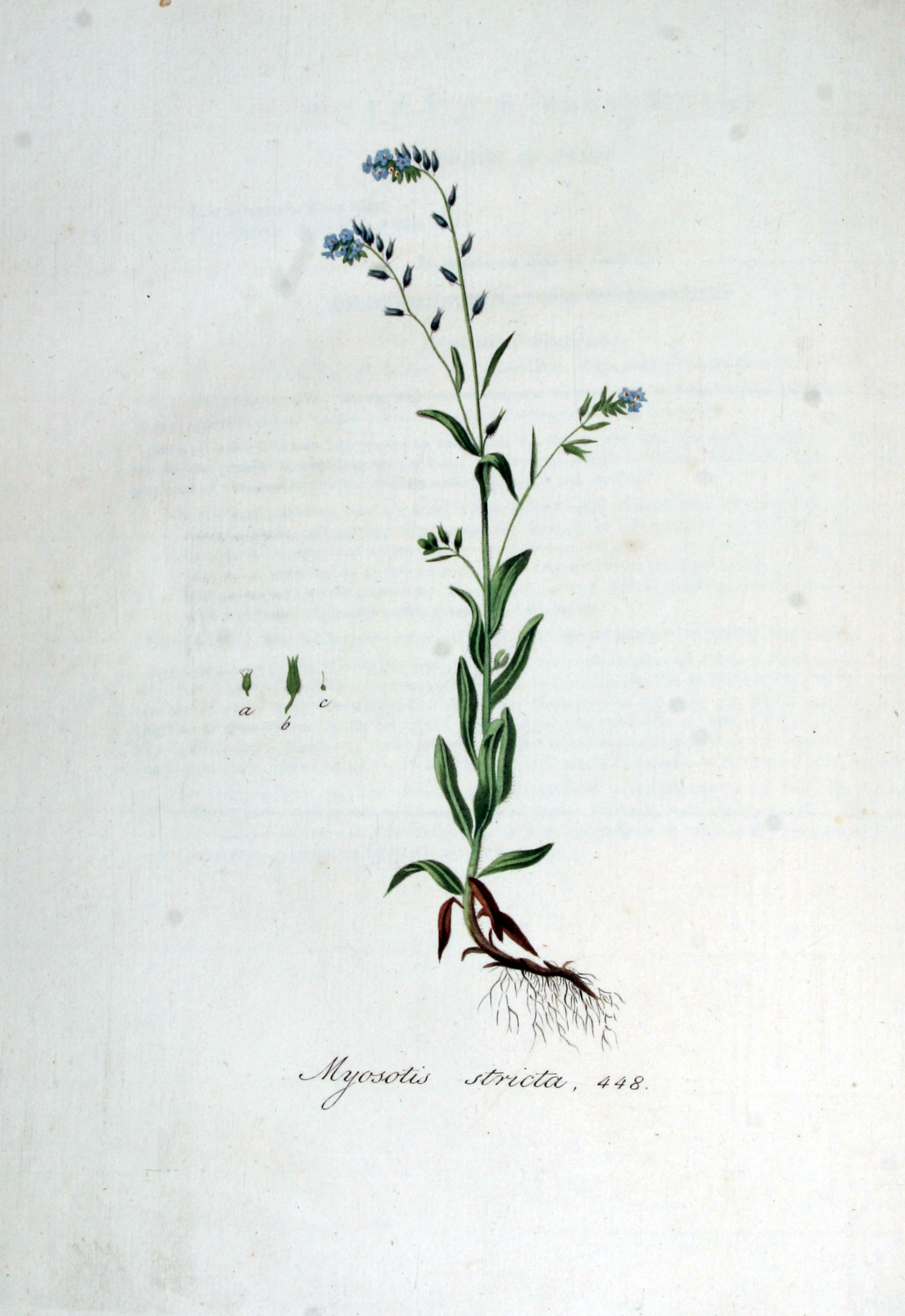
Illustration aus Flora Batava, Volume 6

### Vegetative Merkmale
Das Sand-Vergissmeinnicht wächst als einjährige krautige Pflanze und erreicht Wuchshöhen von meist 5 bis 15 (1 bis 20 oder bis zu 30) Zentimetern. Je Pflanzenexemplar sind ein, mehrere oder viele Stängel vorhanden. Der meist starr aufrechte, relativ dünne, jedoch zähe Stängel ist einfach oder besonders im unteren Bereich wenig verzweigt und dicht abstehend mit ungleichen bis zu 0,5 Millimeter langen, grauen Trichomen behaart.
Die Laubblätter sind in grundständigen Rosetten und wechselständig am Stängel verteilt angeordnet. Die Grundblätter sind bei einer Länge von meist 20 bis 30 (10 bis 50) Millimetern sowie einer Breite von 4 bis 8 Millimetern länglich bis verkehrt-spatelförmig, verkehrt-lanzettlich oder lanzettlich mit stumpfem oberen Ende und beidseitig mit fast aufrechten bis zu 1 Millimeter langen Trichomen behaart. Die Grundblätter sind schnell vergänglich. Die unteren Laubblätter sind kurz gestielt, die oberen sind sitzend. Die einfachen Blattspreiten sind elliptisch oder länglich mit stumpfem oberen Ende. Die Trichome auf der Blattunterseite besitzen an den Blattnerven eine hakig gebogene Spitze, die anderen sind gerade. Die mittleren bis oberen Stängelblätter sind bei einer Länge von bis zu 2 bis selten bis 2,5 Zentimetern sowie einer Breite vom bis zu 5 Millimetern verkehrt-lanzettlich mit stumpfem oberen Ende. Die oberen Stängelblätter sind kleiner und eiförmig-lanzettlich und die Oberseite ist dichter behaart als die Unterseite.

### Generative Merkmale
Die Blütezeit reicht März bis Mai oder Juni. Viele Blüten befinden sich in einem traubigen Blütenstand, dessen im unteren Bereich beblätterte Blütenstandsachse sich bis zur Fruchtreife auf etwa 3/4 der Gesamthöhe des Pflanzenexemplares deutlich verlängert. Die Blütenstandsachse ist im unteren Bereich deutlich mit aufwärts gerichteten bis fast anliegenden Trichomen behaart. Die untersten Blüten befinden sich meist über Tragblättern. Im obersten Bereich des Blütenstandes sind die Blüten dicht und über je einem Deckblättern angeordnet. Die Blüten fast sitzend oder höchstens 1 bis 5 Millimeter lang.
Die zwittrige Blüte ist fünfzählig und radiärsymmetrisch mit doppelter Blütenhülle. Die fünf während der Anthese 0,8 bis 1,5, selten bis zu 2,5 Millimeter langen Kelchblätter sind bis etwa zur Hälfte ihrer Länge verwachsen. Der zusammenneigende Kelch ist im unteren Bereich mit fast aufrechten, hakenförmigen gemischt mit kurz anliegenden geraden Trichomen behaart. Die fünf linealisch-lanzettlichen Kelchzähne sind anliegend behaart. Die Blütenkrone ist nur wenig größer als der Blütenkelch. Die fünf Kronblätter sind zu einer 0,7 bis 1,2, selten bis zu 2 Millimeter langen, gelblichen Kronröhre verwachsen. Die stieltellerförmige Blütenkrone besitzt einen Durchmesser von 0,8 bis 1, selten bis zu 2 Millimetern. Am Kronschlund sind fünf Anhängsel vorhanden. Die fünf hellblauen Kronlappen sind ausgebreitet und bei einer Länge von 0,4 bis 0,5, selten bis zu 1 Millimetern elliptisch mit stumpfem oberen Ende. Die fünf Staubblätter sind im oberen Bereich der Kronröhre inseriert. Der kurze Staubfaden ist weiß. Die Staubbeutel sind gelb. Die mehr oder weniger zweilappige Narbe überragt den vierlappigen, oberständigen Fruchtknoten nur wenig.
Im bis zu 18 Zentimeter langen Fruchtstand sind die Früchte locker angeordnet. Die Fruchtstiele stehen mehr oder weniger starr aufrecht ab und sind mit einer Länge von meist 0,5 bis 1, selten bis zu 2,5 Millimetern viel kürzer, aber höchstens halb so lang wie der Kelch. Der haltbare, längliche Kelch ist zur Fruchtzeit geschlossen, 3 bis 4, selten bis zu 4,8 Millimeter lang und aufrecht abstehend. Die glatten, glänzenden hell-braunen, dunkel-braunen oder schwarz-braunen Klausen sind bei einer Länge von 0,9 bis 1,2, selten bis zu 1,3 oder bis 5 Millimetern sowie einem Durchmesser von 0,7 bis 1 Millimetern mehr oder weniger eiförmig mit einem deutlichen Ring und gekieltem oberen Ende.

### Chromosomensatz
Die Chromosomengrundzahl beträgt x = 12; es gibt unterschiedliche Ploidiestufen mit der Chromosomenzahl 2n = 24, 36 oder 48.

## Ähnliche Arten
Myosotis ramosissima und Myosotis stricta blühen zur gleichen Zeit und sind nur schwer voneinander zu unterscheiden. Besonders im Indument, der Länge der Fruchtstiele und der Form des Kelchs liegen Unterschiede.

## Ökologie
Beim Sand-Vergissmeinnicht handelt es sich um einen mesomorphen, skleromorphen, annuellen, monokarpen Hemikryptophyten oder Therophyten.
Blütenökologisch handelt es sich um Stieltellerblumen mit völlig verborgenem Nektar. Die Staubblätter und die Narbe befinden sich im Inneren der Kronröhre. Die Blüten sind homogam, also sind die männlichen und weiblichen Blütenorgane gleichzeitig fertil. Als Belohnung für Bestäuber ist Nektar vorhanden. Bestäuber sind Bienen, Hummeln, Wespen, Wollschweber (Bombyliidae) und Schwebfliegen (Syrphiden).
Die Bruchfrucht zerfällt in vier einsamige, geschlossen bleibende Teilfrüchte, hier Klausen genannt. Die Klausen sind die Diasporen. Es erfolgt Klett- und Klebausbreitung der Diasporen auf der Oberfläche von Tieren (Epichorie).

## Vorkommen und Gefährdung
Myosotis stricta ist in weiten Teilen Europas, östlich bis Sibirien, dem Kaukasusraum und Westasien weitverbreitet und kommt in Nordafrika, auf den Azoren sowie in Island und auf dem Indischen Subkontinent vor. Es gibt Fundortangaben für die Azoren, Marokko, Algerien, Tunesien, die Balearen, Gibraltar, Portugal, Spanien, Andorra, Frankreich, Monaco, Korsika, Sizilien, Malta, Italien, die Schweiz, Liechtenstein, Österreich, Deutschland, Luxemburg, Belgien, die Niederlande, Dänemark, Island, Schweden, Norwegen, Finnland, Litauen, Lettland, Estland, Belarus, Polen, Kaliningrad, den europäischen Teil Russlands, Ungarn, Tschechien, die Slowakei, Slowenien, Serbien, Kosovo, Kroatien, Albanien, Bulgarien, Rumänien, Moldawien, Montenegro, Griechenland, Kreta, Karpathos, Zypern, den europäischen sowie asiatischen Teil der Türkei, Georgien, Abchasien, Adschara, Armenien, das Gebiet Libanon-Syrien, die Ukraine und die Krim, im asiatischen Teil Russlands und im Iran, Afghanistan, Pakistan, Kaschmir sowie nordwestlichen Indien. Myosotis stricta fehlt in Großbritannien und Irland. Das Sand-Vergissmeinnicht ist ein eurasisch-kontinentales Florenelement. In Österreich ist das Sand-Vergissmeinnicht selten. In der Schweiz kommt es allgemein zerstreut vor und steigt sogar im Saastal im Kanton Wallis bis in eine Höhenlage von 2178 Metern auf. Das Sand-Vergissmeinnicht ist in Deutschland in Norddeutschland verbreitet, ansonsten zerstreut bis selten und bis in die montane Höhenstufe zu finden.
Das Sand-Vergissmeinnicht gilt in der Schweiz als NT = „Potenziell gefährdet“. Das Sand-Vergissmeinnicht gilt in Österreich als „Gefährdet“.
Das Sand-Vergissmeinnicht wächst in Mitteleuropa in sonnigen Sandrasen, auf Dünen, auf Felsköpfen, an Wegrainen oder in Sandäckern. Es gedeiht meist auf sommerwarmen, trockenen, mageren, mehr oder weniger basenreichen, meist entkalkten, mäßig sauren Sand- und Steingrusböden. Es ist ein Flachwurzler (bis 15 Zentimeter Tiefe). Es ist eine Charakterart der Klasse Sedo-Scleranthetea, kommt aber auch in lückigen Festuco-Brometea-Gesellschaften oder in Pflanzengesellschaften des Aperion-Verbands vor.
Die ökologischen Zeigerwerte nach Ellenberg sind: Lichtzahl 8 = Halblicht- bis Volllichtpflanze, Temperaturzahl 6 = Mäßigwärme- bis Wärmezeiger, Kontinentalitätszahl 5 = See-/Steppen-Übergangsklima zeigend, Feuchtezahl 3 = Trockenheitszeiger, Feuchtewechsel = keinen Wechsel der Feuchte zeigend, Reaktionszahl 6 = Mäßigsäure- bis Schwachbasenzeiger, Stickstoffzahl 2 = ausgesprochene Stickstoffarmut bis Stickstoffarmut zeigend, Salzzahl 0 = nicht salzertragend, Schwermetallresistenz = nicht schwermetallresistent.
Die ökologischen Zeigerwerte nach Landolt et al. 2010 sind in der Schweiz: Feuchtezahl F = 1 (sehr trocken), Lichtzahl L = 4 (hell), Reaktionszahl R = 2 (sauer), Temperaturzahl T = 4 (kollin), Nährstoffzahl N = 2 (nährstoffarm), Kontinentalitätszahl K = 4 (subkontinental).

## Taxonomie
Die Erstbeschreibung von Myosotis stricta erfolgte 1819 durch Johann Heinrich Friedrich Link in Johann Jacob Römer und Joseph August Schultes: Systema Vegetabilium.  15. Auflage, 4, S. 104. Synonyme für Myosotis stricta (Roem. & Schult.) sind: Myosotis micrantha auct., Myosotis ioannae Sennen, Myosotis nuriae Sennen, Myosotis rigida Pomel, Myosotis triasii Sennen, Myosotis vestita Velen.